# Tempi interessanti
Tempi interessanti (Interesting Times) è il diciassettesimo romanzo fantasy comico dello scrittore britannico Terry Pratchett della serie del Mondo Disco e il quinto del Ciclo di Scuotivento.
Il titolo si riferisce ad un anatema cinese "che tu possa vivere in tempi interessanti".
Nel giugno 2021 la casa Salani ha pubblicato l'edizione italiana.

## Trama
Due divinità, il Fato e la Signora, si affrontano in un gioco sull'esito della lotta per il trono del Impero Agateo sul Continente Contrappeso.
Il Patrizio di Ankh-Morpork riceve la richiesta che il "Grande Mago" venga inviato nel lontano Impero Agateo, ed ordina all'Arcicancelliere Mustrum Ridcully dell'Università Invisibile di ottemperare alla richiesta. Poiché l'ortografia "Maggo" corrisponde a quella sul cappello di Scuotivento, la facoltà decide di mandarlo. Usando la macchina Hex, che apparentemente ha aumentato la propria infrastruttura, Scuotivento viene teletrasportato all'Università da un'isola deserta dove vive dagli eventi di Eric. Gli offrono il diritto di definirsi Mago, titolo che accademicamente non si è mai guadagnato, a patto di essere spedito nell'Impero. Scuotivento preferisce acconsentire. Il teletrasporto richiede uno scambio di massa: i maghi finiscono per scambiarlo con un pesantissimo cannone acceso (che spengono al suo arrivo); questo fa sì che Scuotivento arrivi ad Agatea ad una velocità molto elevata, ma atterra sano e salvo in un cumulo di neve.
Come è tipico di Scuotivento, i suoi sforzi dedicati per sfuggire a qualsiasi tipo di pericolo lo coinvolgono rapidamente in eventi epocali, e la coincidenza fa apparire in diverse occasioni che Scuotivento sia responsabile di significative imprese magiche. Incontra il suo amico Cohen il Barbaro, ora accompagnato da una "Orda d'argento" di anziani guerrieri, che sta pianificando di infiltrarsi nell'Impero e vivere una lussuosa pensione assumendo il ruolo di Imperatore. Scuotivento alla fine scopre che il primo imperatore agateo avrebbe conquistato la terra con l'assistenza di un "Grande Mago" e di un'"Armata Rossa". Ora, un nuovo gruppo di giovani definitosi "Armata Rossa", dedito principalmente alla promulgazione di slogan dalle parole blande, è stato ispirato da un presunto trattato rivoluzionario, che si rivela essere un diario di viaggio di Ankh-Morpork scritto dall'ex compagno di viaggio di Scuotivento, Duefiori. 
Scuotivento finirà per liberare Duefiori da una prigione e scoprirà che le due figlie sono leader della nuova Armata Rossa. Si scopre che il malvagio Gran Visir, Lord Hong, ha fatto sembrare l'innocua Armata Rossa una minaccia per l'Impero e ha fatto portare Scuotivento ad Agatea in modo che lo si potesse incolpare dei problemi dovuti agli stranieri, reprimendo quindi la "rivoluzione" passando alla conquista di Ankh-Morpork, la cui cultura cerca segretamente di emulare. Ma quando Hong uccide l'Imperatore con l'intenzione di incastrare l'Armata Rossa, crea inavvertitamente l'opportunità necessaria all'Orda d'Argento, che si è infiltrata nel palazzo. Cohen e Ronald Saveloy, un insegnante in pensione membro dell'Orda, avevano sperato di conquistare l'Impero semplicemente insediando Cohen come Imperatore, dal momento che quasi nessuno ha mai visto la faccia dell'Imperatore. Lord Hong però è alla guida di quattro funzionari (che in passato avevano gareggiato contro di lui per il trono) per radunare i loro eserciti contro l'Orda, con dispiacere di Saveloy che aveva cercato di civilizzare i barbari.
All'inizio della battaglia, Scuotivento fuggendo, scopre inavvertitamente l'Armata Rossa della storia: questa è in realtà una moltitudine di  guerrieri di terracotta che possono essere controllati da un'armatura magica che indossa accidentalmente. Gli automi distruggono le forze agatee. Tuttavia, Scuotivento vaga inavvertitamente in un fosso di terracotta e affonda fino alle cosce, ma si rende conto che gli stivali magici lo stanno appesantendo e si libera con l'aiuto di Duefiori. Una volta che Cohen si rende conto di essere ora riconosciuto come Imperatore, prepara proclami per allentare l'oppressione del regime nei confronti del popolo. Cohen invita Scuotivento a servire come Capo Mago e fonda la sua università, e questo esito favorevole convince Scuotivento che, in realtà, stia per accadere qualcosa di orribile. In effetti, Lord Hong prende Scuotivento in ostaggio e dichiara che lo ucciderà sui gradini del palazzo. Proprio in quel momento, la facoltà dell'Università invisibile teletrasporta Scuotivento. Duefiori sfida Hong a duello, poiché sua moglie è stata uccisa in una battaglia condotta da Hong. Nello scambio di posizione, ritorna il cannone, riacceso dalla facoltà, che uccide sia Hong che Saveloy. Quest'ultimo, pur non essendo mai riuscito ad essere un barbaro in vita, decide di andare nel Valhalla.
Il Bagaglio aveva seguito Scuotivento fino alla sua nativa Agatea, ma si era distratto incontrando e accoppiandosi con una femmina sua simile. Alla scomparsa di Scuotivento, il Bagaglio lascia la sua compagna e la loro prole per seguire ancora una volta il suo proprietario.
La Signora ha vinto la partita contro il Fato. Interferendo nei calcoli di Hex fa in modo che Scuotivento venga teletrasportato nel continente inesplorato di XXXX dove atterra sano e salvo, mentre un XXXXiano canguro (invece di Scuotivento) subisce una collisione fatale con un muro all'Università invisibile. Scuotivento incontra gli indigeni XXXXiani che gli danno un boomerang. Scuotivento lo lancia, venendone quindi colpito in testa.

## Personaggi
- Scuotivento
- Duefiori
- Mustrum Ridcully
- Cohen il Barbaro e l'Orda d'Argento
- Boy Willie, l'unico membro dell'orda sotto gli 80 anni
- Ronald Saveloy, o "Maestro"
- Lord Hong, capo della famiglia Hong e Gran Visir
- Il Bagaglio

## Edizioni
- Terry Pratchett, Interesting Times, Victor Gollancz, 1994,  p. 286, ISBN 0-575-05800-5.